# Eprosartan
Eprosartanul este un medicament antihipertensiv, fiind utilizat în tratamentul hipertensiunii arteriale. Acționează ca antagonist al receptorilor angiotensinei II (sartan, BRA). Calea de administrare disponibilă este cea orală.

## Utilizări medicale
Eprosartan este utilizat în tratamentul hipertensiunii arteriale primare. Poate fi utilizat în asociere cu hidroclorotiazidă.